# Michael Gomez
Michael Gomez (nascido a 18 de Maio de 1981) também conhecido profissionalmente como Denver Mike, é um executivo/produtor musical americano, músico, compositor e antigo jogador de basquetebol. É o fundador do Fogo Management Group e Blood Heart Clothing. Contribuiu também para o álbum número um da Billboard Indigo, de Chris Brown, em 2019.

## Carreira no basquetebol

### Basquetebol universitário
Em 2001, Gomez foi transferido para a Universidade de Saint Martin's em Lacey, Washington. Gomez jogou basquetebol na Universidade de Saint Martin's durante a temporada 2000-2001 da NCAA.
Em 2004, Gomez foi transferido para a Johnson & Wales University-Denver depois de ter sido recrutado pelo treinador Matt Geniesse. Jogou na Johnson & Wales University Wildcats durante a época 2004-2005 do NAIA.
Gomez licenciou-se em marketing na Universidade Johnson & Wales, em 2005. Após a sua licenciatura, jogou basquetebol profissional a nível internacional.

### Basquetebol profissional
Gomez começou a sua carreira profissional no basquetebol em 2006 jogando pelos Geelong Wildcats na NBL, mas foi libertado pouco depois. Depois de deixar os Geelong Supercats, foi assinado pelos Ipswich Eagles (agora conhecidos como Ipswich Force). Tocou para a Ipswich durante a temporada 2006-2007 da QABL.
Gomez assinou com o Vitória S.C. na Liga Portuguesa de Basquetebol, mas foi transaccionado com o S.L. Benfica, para quem jogou durante a época 2007-2008 LPB. Na altura, era um dos melhores atiradores de três pontos em Portugal.
De 2009 a 2010, Gomez foi membro da Selecção Nacional de Homens Séniores de Cabo Verde. No entanto, lesionou-se durante os treinos para os Jogos da Lusofonia em Lisboa e não pôde competir com a selecção nacional durante o Campeonato Africano de 2009 na Líbia.

## Carreira profissional e musical

### Início de carreira
Gomez fundou a Blood Heart Clothing Group, uma empresa de vestuário sediada em Los Angeles.

### Carreira musical e Denver Mike
Gomez fundou o Fogo Management Group no início de 2013. O selo assinou artistas como Ying Yang Twins, Top Flite Empire, Hypnautic, e King Tef.
Em Abril de 2014, a Gestão do Fogo acolheu a Conferência Musical da Cimeira inaugural em Denver, Colorado.
Em 2018, Gomez lançou o seu EP de estreia sob o comando do moniker Denver Mike. O EP incluía o single "Ghetto Girl" com T-Pain e Walter French. O seu segundo single, "Pipe Down" incluía Audio Push e Walter French.
Gomez e o antigo jogador de futebol Ryan Babel co-fundaram o Underrated Music Group em 2018. Gomez co-escreveu e recebeu crédito A&R na canção "BP/No Judgement" do álbum Indigo (2019) de Chris Brown. Em 2021, Gomez contribuiu para a canção "I Might" do G-Eazy, "These Things Happen Too", e "Still Be Friends" do G-Eazy (ft. Tory Lanez and Tyga), "Hitting Licks" e "Angel Cry". Gomez foi também A&R no álbum de Marc E. Bassy, East Hollywood 2.